# ميثاق العمل القومي المشترك
ميثاق العمل القومي المشترك السوري العراقي تم توقيعه في 26 أكتوبر 1978 وهو إعلان نوايا من قبل النظامين البعثيين في سوريا والعراق للعمل معًا قدر الإمكان عسكريًا واقتصاديًا. أيضًا تم الاتفاق على دولة الاتحاد السوري العراقي في يناير 1979 لكن المشروع انتهى إثر وصول صدام حسين إلى السلطة في يوليو 1979.

## الدولة والحزب والشعب
بعد انقلابات متزامنة تقريبًا في كل من العراق وسوريا، استولى حزب البعث على السلطة في كلا البلدين في أوائل عام 1963 (ثورة الثامن من مارس). وبعد معارك الجناح البعثي داخل الحزب، فقد الحزب السلطة في العراق في وقت مبكر من نوفمبر عام 1963 إثر (انقلاب عسكري في 18 نوفمبر 1963) وبعد تغيير الاتجاه داخل سوريا عام 1966، وتجدد الاستيلاء على السلطة عام 1968 في العراق، والحركة التصحيحية داخل البعث في سوريا عام 1970، كانت الدولتان تحكمهما فصائل البعث المعادية لبعضهما. وفي الواقع، كان هناك حزبين بعثيين، مؤسس الحزب «البعثي القديم» ميشيل عفلق قد فر إلى العراق من «البعثيين الجدد» السوريين. جرت محاولات المصالحة السورية العراقية في عامي 1969 و1972، وفي عام 1973 دعم العراق سوريا ضد إسرائيل خلال حرب أكتوبر، لكن ومنذ عام 1975 تدهورت العلاقات الثنائية مرة أخرى.
فشل اتحاد الجمهوريات العربية، الذي وافقت عليه مصر وليبيا وسوريا قبل حرب أكتوبر، في عام 1977 بسبب مفاوضات السلام المصرية الإسرائيلية، كما لم تقدم جبهة الرفض المناهضة للانفصال من سوريا وليبيا والجزائر ومنظمة التحرير الفلسطينية، من دون العراق، حماية عسكرية كافية ضد إسرائيل (حرب لبنان 1978)، ناهيك عن الدعم الكافي لتحرير المناطق التي تحتلها إسرائيل في سوريا (هضبة الجولان).
اتخذ العراق موقفا أكثر عداء لقيادة جبهة الصمود والتحرير، وخلال زيارة إلى دمشق، دعا المبعوث العراقي الخاص طارق عزيز أكتوبر 1978 الرئيس السوري لزيارة بغداد.

### ميثاق العمل القومي

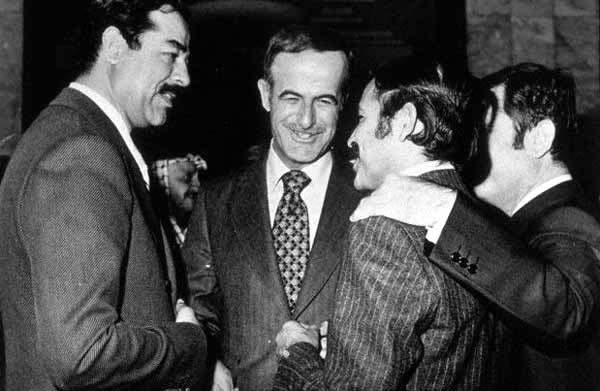
نائب الرئيس العراقي آنذاك صدام حسين، والرئيس السوري حافظ الأسد، ووزير الخارجية الجزائري عبد العزيز بوتفليقة، ونائب الرئيس السوري عبد الحليم خدام في نوفمبر 1978 في قمة الجامعة في بغداد

وخلال زيارة دولة إلى بغداد، وقع الرئيس السوري حافظ الأسد والرئيس العراقي أحمد حسن البكر في أكتوبر 1978 وبشكل مفاجئ «ميثاق عمل وطني مشترك»، والذي تضمن قبل كل شيء أهداف التعاون والتكامل الاقتصادي والعسكري. تم رفع متطلبات جواز السفر والتأشيرة بين البلدين وفتح الحدود التي كانت مغلقة منذ سنوات. لقد قال العراق في قمة الجامعة العربية في بغداد في نوفمبر أنه سيقدم دعمًا سنويًا قيمته 1.8 مليار بالدولار الأمريكي أيضًا. تم تشكيل لجنة سياسية عليا مشتركة وكذلك لجان فرعية لأهداف التعاون المختلفة. وبالفعل في 7 نوفمبر 1978 أعلن الجانبان أنه سيتم على الفور اتخاذ المزيد من الإجراءات من أجل التوحيد الكامل للبلدين الشقيقين.
ولكن حتى مع أهم مخاوف سوريا، التعاون العسكري، فقد فشلت اللجنة الفرعية المقابلة في البداية بسبب الاختلافات وانعدام الثقة المتبادل. لم تكن سوريا تريد أن تتمركز القوات العراقية بشكل دائم على الأراضي السورية ولم تكن مستعدة لحل كتائب النخبة التي كانت موجودة فقط لحماية نظام البعث السوري. كما اختلفت الأفكار حول شكل الوحدة المنشودة. لقد فضلت سوريا فقط تحالفًا أوثق أو كونفدرالية فضفاضة (كونفدرالية الدول)، دفع العراق باتجاه اتحاد (دولة) أو اتحاد متكامل تمامًا.

### الاتحاد السوري العراقي
في 15 يناير 1979، وافقت سوريا والعراق رسميًا على تشكيل اتحاد. يجب أن يكون للاتحاد اسم مشترك وعلم مشترك ورئيس مشترك أو مجلس رئاسي وحكومة اتحادية مشتركة. كان من المفترض أن يتناوب العراقيين والسوريين على منصب الرئيس، في البداية تم الاتفاق على تولي البكر منصب الرئيس والأسد منصب نائب للرئيس. يجب أن تكون الحكومة الفدرالية مسؤولة عن سياسة خارجية ودفاعية وثقافية مشتركة. كان من الممكن أن يضم الجيش المشترك 380,000 رجل و4300 دبابة و730 مقاتلة. ومع ذلك، كانت هناك اختلافات حول اتجاه السياسة الخارجية المستقبلية لهذا الجيش. سعت سوريا إلى موازنة عسكرية لإسرائيل ومصر، في حين سعى العراق لرد الثورة الإيرانية في إيران وزيادة نفوذها في الخليج العربي.
قال السفير السوري في ألمانيا يوم 12 فبراير 1979 أن تشكيل الدولة الموحدة سيكون بحلول نهاية عام 1979. لتحضير هذه الدولة الموحدة، تم تشكيل قيادة سياسية موحدة من قبل البكر والأسد في يونيو 1979.

### المعارضة وفشل المشروع

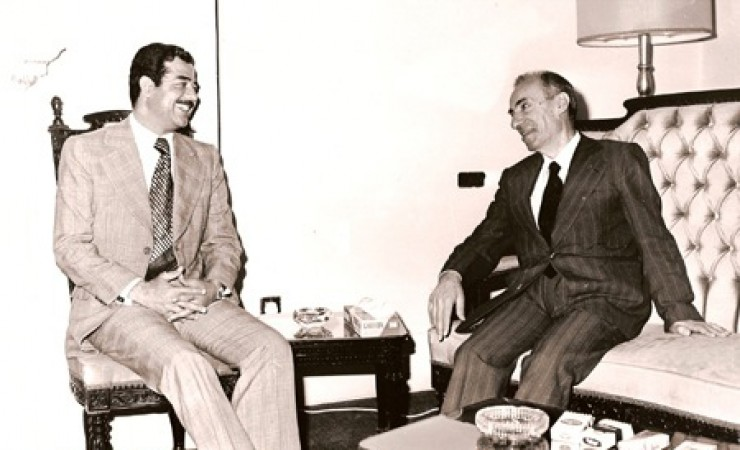
الرئيس العراقي حسين عام 1979 مع مؤسس حزب البعث القديم ميشيل عفلق (يمين). لقد حكم البعثيين السوريين الجدد على عفلق بالإعدام.

بالإضافة إلى وجهات النظر المختلفة حول شكل الدولة والسرعة، كانت هناك أيضًا اختلافات فيما يتعلق بأهداف مثل هذا الاتحاد. قال وزير الخارجية العراقي سعدون حمادي إنه سيكون هناك من تحالف عسكري، بينما أكد وزير الخارجية السوري عبد الحليم خدام للأردن أن سوريا لن تكون مرتبطة بشكل كامل بالعراق.
كانت سوريا مهتمة في المقام الأول بالمساعدات الاقتصادية والعسكرية العراقية، دون الاستسلام الكامل. كان التكوين الديمغرافي لسوريا والعراق والدولة المخططة ككل يهدد نظام الأسد السوري. في سوريا، كانت الأغلبية سنية بينما كان حزب البعث (الجديد) يحكمه أقلية من جيش العلويين. وفي العراق، حكمت أقلية من مسؤولي الحزب السنة الأغلبية الشيعية. كان من شأن الاندماج أن يعزز القاعدة السنية للبعثيين العراقيين، لكنه كان سيضعف القوة العلوية الضعيفة بالفعل للنظام العسكري السوري.
ومع ذلك، كان هدف التكامل المركزي والواضح غير مقبول في النهاية للنظام السوري: كان نائب الرئيس العراقي صدام حسين يضغط بشكل متزايد من أجل أن يسبق توحيد الدولة إعادة توحيد حزب البعث ومصالحته مع عفلق. لقد أظهر العراق تفهمًا لرغبة سوريا في عدم تجاوز الوحدة. ثم امتنع الأسد والبكر عن الاندماج السريع واتفقا على تكامل تدريجي بطيء للبلدين.
انتهى حلم الوحدة أخيرًا في يوليو 1979 فقد استقال في 16 منه البكر من منصبه لأسباب صحية وأوصى بصدام حسين خلفًا له. في البداية، تمسك صدام حسين بفكرة فكرة الوحدة التدريجية، ولكن في الثامن والعشرين وفي يوليو كشف النقاب عن مؤامرة مزعومة للإطاحة بالحكومة العراقية واتهم «قوة أجنبية» بالتورط. ومع أن سوريا لم تتهم مباشرة، إلا أن عملية التطهير داخل حزب البعث العراقي قتلت في المقام الأول أعضاء الاتحاد مع سوريا.

## الخاتمة
وبدلًا من ذلك، شكل النظام السوري تحالفًا مع إيران، وحاول الاتحاد مع ليبيا في عام 1980، وقتل آخر الآباء المؤسسين البعثيين القدامى في الحزب، وهو الرفيق السني لعفلق صلاح البيطار. وفي الحرب العراقية الإيرانية، دعمت سوريا أخيرًا إيران ضد العراق من 1980 فصاعدًا. لقد قطع النظام العراقي العلاقات مع سوريا في أكتوبر 1980 ودعم انتفاضة الإخوان المسلمين في سوريا في الأعوام 1980/82. في المقابل، أغلقت سوريا حدودها مع العراق عام 1982، مما أدى إلى قطع خط أنابيب النفط العراقي إلى البحر الأبيض المتوسط. وحتى عام 1987 لم يلتقي صدام حسين والأسد مرة أخرى، ولكن المصالحة فشلت. عرضت سوريا فقط استئناف التعاون المتفق عليه أصلًا في ميثاق العمل القومي، بينما دعا العراق إلى إنهاء الدعم السوري لإيران. وبعد نهاية الحرب العراقية الإيرانية، كان العراق مرة أخرى هو الذي عرض على سوريا إعادة التوجيه نحو أهداف التعاون الأصلية في عام 1988 (خاصة عسكريًا تجاه إسرائيل) والمشاركة في إنشاء مجلس تعاون عربي في عام 1989، لكن سوريا امتنعت، ودعم العراق المناهضين لسوريا في لبنان. وبعد ضم العراق للكويت عام 1990، شاركت سوريا في حرب الحلفاء الأمريكيين ضد العراق عام 1991. لم يتم تطبيع العلاقات بين البلدين البعثيين المجاورين حتى عام 1997.

## المؤلفات
- ماريون فاروق - سلاغليت، بيتر سلاغليت: العراق منذ عام 1958 - من الثورة إلى الديكتاتورية ، الصفحات 212-221. فرانكفورت ماين 1991
- مارتن ستاهيلي: السياسة الخارجية السورية في عهد الرئيس حافظ الأسد - موازنة الأفعال في اضطراب عالمي ، صفحات 157 و. فرانز شتاينر فيرلاج، شتوتجارت 2001
- غوستاف فوشلر هاوك (محرر.): The Fischer Weltalmanach 1980 ، الصفحات 722 و 804 و 854. فرانكفورت ماين 1979
- مالك المفتي: إبداعات سيادية - العروبة والنظام السياسي في سوريا والعراق ، الصفحات 210-217. مطبعة جامعة كورنيل 1996
- ديفيد جان سلافيسك: العلاقات السورية العراقية بعد حرب الخليج الثانية - التقارب من عام 1997 في ضوء السياسة الخارجية لدول العالم الثالث ، صفحة 29 وما يليها. جامعة فرايبورغ عام 2008

## روابط خارجية
- مركز البحث والتطوير: سوريا والعراق، العلاقات والآفاق (PDF ؛ 4.7   MB)، الصفحة 73. واشنطن 1984